# Sete Andares
Sete Andares é um conto italiano da autoria de Dino Buzzati. Integrado na colectânea "Os Sete Mensageiros", de 1942, é uma comédia tragico-dramática, um pouco ao estilo grego antigo.
O conto relata a forma como Giuseppe Corte, um cavalheiro, é confrontado com uma doença terminal que se vai manifestando lentamente.
Corte vai para uma luxuosa clínica numa bela e pacata cidade italiana. Clínica essa instalada num edifício de sete andares (daí o título do conto), onde cada andar alberga pacientes com graus diferentes de doença. O sétimo andar é para pacientes com doenças muito ligeiras e completamente curáveis; enquanto o primeiro é para doentes completamente terminais do qual já não há já mesmo nada a fazer. Corte é inserido no sétimo andar, pois aparentemente o mal de que sofre é apenas um pouco de febre e, vai descendo a cada cerca de 3 dias, tudo com um pretexto não médico e, sempre com a promessa que voltará no dia seguinte ao andar superior. é esta a forma que usam para lhe ocultar o terrível e incurável mal de que sofre. Durante a trama, vai havendo um certo conflito entre paciente, enfermeiros e médicos; tudo termina, relatado de uma forma indirecta, com a morte de Giuseppe Corte, no primeiro andar da clínica.
Este conto foi escrito na altura em que vigorava ao máximo o regime de Benito Mussolini, porém já em plena Segunda Guerra Mundial; as pessoas eram tratadas desta forma na sociedade, não eram informadas de nada e eram submetidas a tudo o que aparecia; sempre com a esperança de tempos melhores; sendo o conto uma sátira ao regime político ditatorial que se vivia naquela época.